# Carl Gustaf Malmström

Carl Gustaf Malmström

Carl Gustaf Malmström (Tysslinge, 2 november 1822 - Djursholmsvägen, 12 september 1912) was een Zweeds historicus. Van 1877 tot 1882 was hij professor aan de universiteit van Uppsala, Zweeds minister van onderwijs van 1878 tot 1880 en rijksarchivaris van 1882 tot 1887. In 1878 werd hij ingehuldigd in de Zweedse Academie. Hij volgde er Hans Magnus Melin op, op zetel 3.